# Тартало
Тартало (баск. Tartalo) — в міфології басків одноокий велетень, такий собі баскський варіант древньогрецького кіклопа.
За «основною професією» він пастух, а у вільний від основної роботи час промишляє викраденням сільської молоді собі на обід. Тому в легендах тартала не просто не поважають за це, а відчувають панічний страх при згадці імені цього високого одноокого юнака.
Персонаж, звичайно, не є оригінальним — був такий не тільки у басків.